# Natación en los Juegos Olímpicos de Barcelona 1992 – 200 metros braza femenino
El evento de 200 metros braza femenino en los Juegos Olímpicos de Barcelona 1992 tuvo lugar el 27 de julio en las Piscinas Bernat Picornell.

## Récords
Antes de esta competición, el récord mundial y olímpico existentes eran los siguientes:
| Récord mundial  | Anita Nall   | 2:25,35 | Indianápolis, Estados Unidos | 02/03/1992 |
| Récord olímpico | Silke Hörner | 2:26,71 | Seúl, Corea del Sur          | 21/09/1988 |

Los siguientes récords olímpicos fueron establecidos durante esta competición:
| Fecha      | Evento  | Nombre        | País  | Tiempo  | Récord |
| ---------- | ------- | ------------- | ----- | ------- | ------ |
| 27/07/1992 | Final A | Kyoko Iwasaki | Japón | 2:26,65 | RO     |

## Resultados

### Finales

#### Final B
| Pos. | Calle | Nombre           | País             | Tiempo  | Notas |
| ---- | ----- | ---------------- | ---------------- | ------- | ----- |
| 1    | 5     | Gabriella Csépe  | Hungría          | 2:31,15 | RN    |
| 2    | 6     | Daniela Brendel  | Alemania         | 2:32,05 |       |
| 3    | 2     | Audrey Guérit    | Francia          | 2:32,10 |       |
| 4    | 3     | Samantha Riley   | Australia        | 2:32,63 |       |
| 5    | 1     | Kyoko Kasuya     | Japón            | 2:32,97 |       |
| 6    | 4     | Jill Johnson     | Estados Unidos   | 2:33,89 |       |
| 7    | 8     | Magdalena Kupiec | Polonia          | 2:35,74 |       |
| 8    | 7     | Elena Volkova    | Equipo Unificado | 2:37,65 |       |

#### Final A
| Pos.              | Calle | Nombre              | País             | Tiempo  | Notas |
| ----------------- | ----- | ------------------- | ---------------- | ------- | ----- |
| Medalla de oro    | 5     | Kyoko Iwasaki       | Japón            | 2:26,65 | RO    |
| Medalla de plata  | 7     | Lin Li              | China            | 2:26,85 | RN    |
| Medalla de bronce | 4     | Anita Nall          | Estados Unidos   | 2:26,88 |       |
| 4                 | 3     | Yelena Rudkovskaya  | Equipo Unificado | 2:28,47 |       |
| 5                 | 6     | Guylaine Cloutier   | Canadá           | 2:29,88 |       |
| 6                 | 2     | Nathalie Giguère    | Canadá           | 2:30,11 |       |
| 7                 | 1     | Manuela Dalla Valle | Italia           | 2:31,21 |       |
| 8                 | 8     | Alicja Pęczak       | Polonia          | 2:31,76 |       |